# That One Night: Live in Buenos Aires
《That One Night: Live in Buenos Aires》는 미국의 헤비 메탈 밴드 메가데스의 라이브 음반으로, CD와 DVD 형식으로 발매되었다. 2005년 10월 9일, 부에노스아이레스 오브라스 새니타리아스 경기장에서 녹음된 라이브 콘서트가 특징이다. 공연은 데이브 머스테인과 글렌 드로버가 밴드의 호텔 밖 잔디밭에서 팬들을 위해 몇 곡의 어쿠스틱 곡을 연주하는 장면으로 가득 차 있다. 이 콘서트에서 데이브는 메가데스가 2005년 투어를 계속한다고 발표했다.
또한 현재 공연에서 발매되지 않은 네 곡이 있는데, 이 곡은 CD나 DVD 버전(〈The Scorpion〉, 〈Train of Consequences〉, 〈Of Mice and Man〉, 〈Sweating Bullets〉)에서 누락되었다. 2CD 버전은 2007년 9월 4일에 발매되었다. 원래 DVD와 동시에 발매될 예정이었다. 이 DVD는 미국과 아르헨티나에서 골드 인증을 받았고, 캐나다에서는 플래티넘 인증을 받았다. 《BURRN!》은 2007년 독자 의견조사에서 베스트 DVD로 선정되었다. 이 음반은 메가데스의 유일한 베이시스트 제임스 맥도노가 피쳐링한 음반이다. 그는 어떠한 스튜디오 음반에도 이 밴드와 함께 녹음하지 않았고 2006년에 밴드를 떠났고 다음 스튜디오 음반인 《United Abominations》 (2007년)의 제작이 시작되기 전에 베이시스트 제임스 로멘조로 교체되었다.

## 평가
| 전문가 평가        | 전문가 평가 |
| 평가 점수          | 평가 점수   |
| 출처               | 점수        |
| ------------------ | ----------- |
| AllMusic           | [ 5 ]       |
| About.com          | [ 6 ]       |
| Sea of Tranquility | [ 7 ]       |
| PopMatters         | [ 8 ]       |

올뮤직의 그레그 프라토는 이 음반을 별 네 개로 평가했고, 《That One Night》를 메가데스가 "가장 정확하고 타이트한 스래시 밴드 중 하나"라고 평가했다.
About.com의 채드 보와르도 이 음반을 별 4개로 평가하고 "이번 발매는 모든 것이 잘 되었습니다. 관중들은 기타 리프를 따라 부르기도 하고, 밴드는 훌륭한 형태를 갖추고 있습니다. 오디오 품질은 우수하며, 방해받지 않고 충분한 군중 소음을 캡처합니다. 메가데스는 역대 최고의 스래시 밴드 중 하나이며, 이 라이브 CD는 그들의 레퍼토리를 잘 표현하고 있습니다."
팝매터스의 앤드루 블랙키는 자신의 페이지에 글을 쓰고 《That One Night》는 중간 솔로와 번쩍이는 라이트 쇼에서 밴드 멤버들의 표정을 포착하는 것과 모든 노래의 모든 단어를 알고 있는 것처럼 보이는 과열한 군중들에 대한 경계선의 반응 모두에 초점을 맞춰 훌륭하게 촬영된 작품이라고 칭찬했다. 익명의 어쿠스틱 퍼포먼스 촬영 현장이다. 블랙키는 8/10 음반을 냈다.

## 곡 목록
모든 곡들은 특별한 언급이 없는 한 데이브 머스테인에 의해 작사/작곡하였다.
| #   | 제목                       | 작사·작곡                       | 재생 시간 |
| --- | -------------------------- | ------------------------------- | --------- |
| 1.  | 〈Jet Intro〉              |                                 | 0:35      |
| 2.  | 〈Blackmail the Universe〉 |                                 | 4:08      |
| 3.  | 〈Set the World Afire〉    |                                 | 5:27      |
| 4.  | 〈Skin o' My Teeth〉       |                                 | 3:22      |
| 5.  | 〈Wake Up Dead〉           |                                 | 3:35      |
| 6.  | 〈In My Darkest Hour〉     | 머스테인, 데이비드 엘렙슨       | 6:07      |
| 7.  | 〈Die Dead Enough〉        |                                 | 3:55      |
| 8.  | 〈She-Wolf〉               |                                 | 3:31      |
| 9.  | 〈Reckoning Day〉          | 머스테인, 엘렙슨, 마티 프리드먼 | 4:39      |
| 10. | 〈A Tout le Monde〉        |                                 | 4:28      |
| 11. | 〈Angry Again〉            |                                 | 3:36      |

| #   | 제목                                | 작사·작곡                         | 재생 시간 |
| --- | ----------------------------------- | --------------------------------- | --------- |
| 1.  | 〈Hangar 18〉                       |                                   | 5:06      |
| 2.  | 〈Return to Hangar〉                |                                   | 3:51      |
| 3.  | 〈I'll Be There〉                   | 머스테인, 프리드먼, 버드 프레이거 | 5:36      |
| 4.  | 〈Tornado of Souls〉                | 머스테인, 엘렙슨                  | 5:22      |
| 5.  | 〈Trust〉                           |                                   | 3:35      |
| 6.  | 〈In My Darkest Hour〉              | 머스테인, 프리드먼                | 6:00      |
| 7.  | 〈Kick the Chair〉                  |                                   | 4:03      |
| 8.  | 〈Coming Home〉                     |                                   | 2:35      |
| 9.  | 〈Symphony of Destruction〉         |                                   | 4:23      |
| 10. | 〈Peace Sells〉                     |                                   | 4:40      |
| 11. | 〈Holy Wars... The Punishment Due〉 |                                   | 8:33      |

## 인증
| 국가                       | 인증     | 판매량/출하량 |
| -------------------------- | -------- | ------------- |
| 오스트레일리아 (ARIA)      | 골드     | 7,500^        |
| 캐나다 (뮤직 캐나다)       | 플래티넘 | 10,000^       |
| 미국 (RIAA)                | 골드     | 50,000^       |
| ^출하량을 기반으로 한 인증 |          |               |